# Skyline
Skyline je česká hudební skupina hrající elektronickou hudbu. Vznikla v roce 1997 v Praze. Během své existence skupina prodělala řadu personálních změn, zejména na postu frontmana. V současné době ji tvoří zpěvačka Nvtvlie (vlastním jménem Natálie Míšová), zpěvák a rapper MC Jacob (vlastním jménem Jakub Bína), kytarista Majkii B (vlastním jménem Marian Balata), bubeník Radek Bureš a tvůrce elektronických podkladů Hoffee (vlastním jménem Martin Hoffer).
Za svá živá vystoupení byli několikrát oceněni. Na Dance Awards 2004 získali ocenění za Projekt a Koncert roku, ve stejném roce zvítězili i v kategorii Dance/Hip hop v rámci ALMA Awards.
V červenci 2005 předskakovali taneční legendě Underworld, mají za sebou turné po Polsku, koncerty v Německu, Portugalsku a také účast na prestižním nizozemském festivalu Eurosonic, kde se každým rokem prezentují nové evropské kapely.

## Historie
Svůj první koncert odehráli v lednu 1998 jako předkapela Tata Bojs. Brzy poté je začala zastupovat renomovaná agentura D Smack U Promotion. Kapela byla ovlivněna především taneční scénou, která se tehdy blížila ke svému vrcholu a původní zvuk Skyline tedy vycházel hlavně z drum and bassu. Ovšem už tehdy se odlišovali tím, že nedělali jen tracky, ale plnohodnotné písničky.
Po vydání první desky v roce 2001 se ze Skyline stala jedna z vůdčích kapel scény, soustředěné kolem klubu Roxy. Album bylo označeno za jeden z nejvýraznějších debutů na české taneční scéně. V následujících dvou letech se složení kapely měnilo prakticky ze dne na den. Nakonec se ustálilo do pětičlenné podoby, později se rozrostli i o druhého MC - Jacoba.
Album Urbanica zachycuje pokrok kapely o další kus od taneční scény směrem k modernímu a energickému „urban popu“. Ačkoli se singly „Rhythm Hackers“ a „Step On The Gas“ chytly v seznamu skladeb progresivních rádií i televizních hitparádách, celkově deska zdaleka nepřekročila úspěšný debut, místy působila trochu rozpačitě a nedotaženě.
Přínosem byl pro kapelu MC Jacob, který se objevil na desce Virginplatonicpanic. Mnohem více prostoru dostaly tentokrát kytary, album je považováno za nejlepší počin v celé diskografii kapely. V únoru 2007 natáčeli v beznadějně vyprodaném klubu Fléda koncertní DVD, jež vyšlo 25. března 2008 společně s čtvrtým studiovým albem Escapism.
Dne 2. června 2008 kapela přes své webové stránky informovala o odchodu zpěvačky Jitky Charvátové z osobních důvodů. Energickou náhradou se stala Marka Rybin, zpěvačka Gaia Mesiah. První koncert v novém složení se uskutečnil 4. července 2008 na festivalu Rock for People. V roce 2012 opustil kapelu z rodinných a časových důvodů MC NuC, se kterým kapela stále udržuje vřelé vztahy. O tom svědčí i to, že jej pravidelně zve na pódium coby hosta tradičních předvánočních koncertů.
Dne 21. února 2022 oznámila kapela na svém Facebooku, že po téměř čtrnácti letech ze Skyline odchází zpěvačka Marka Rybin. Jako důvod byl uveden fakt, že se Marka Rybin současně věnovala také kapele Gaia Mesiah a již nebylo možné zvládat oboje kapely současně.  Dva dny na to kapela oznámila nástup nové zpěvačky, kterou se od 23. února 2022 stala Natálie Míšová – aka Nvtvlie.

## Členové

### Současní

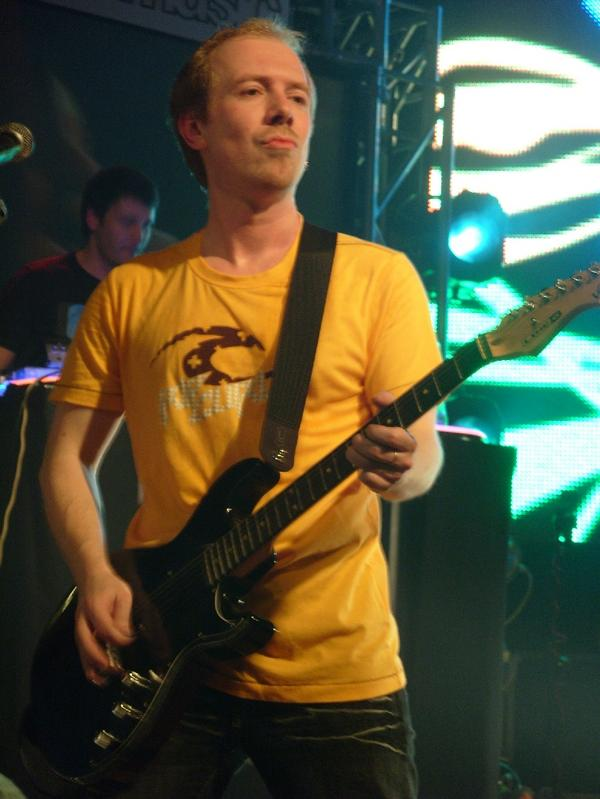
Majkii B – kytara
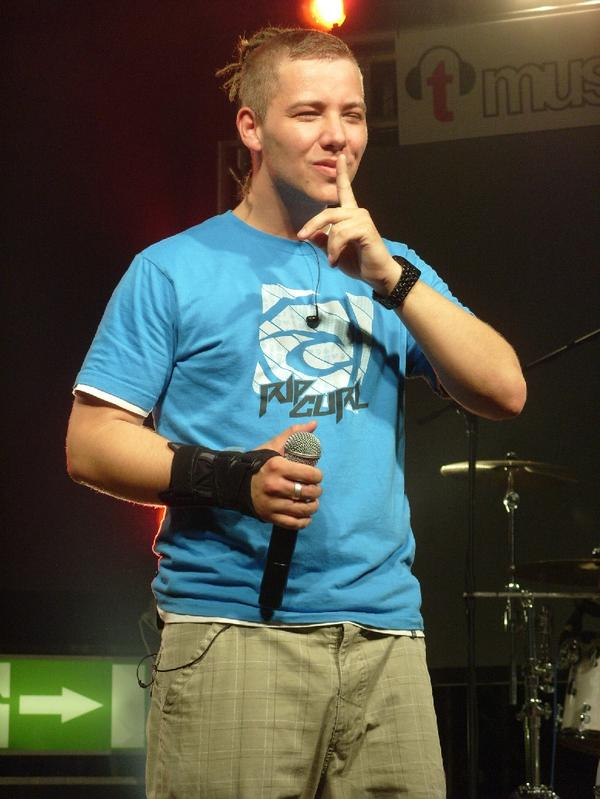
MC Jacob – MC, zpěv
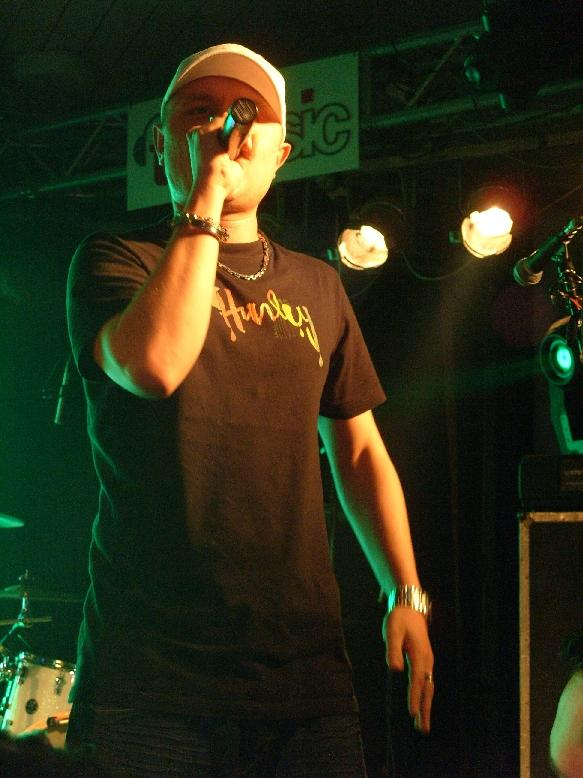
MC Nu C – MC, zpěv
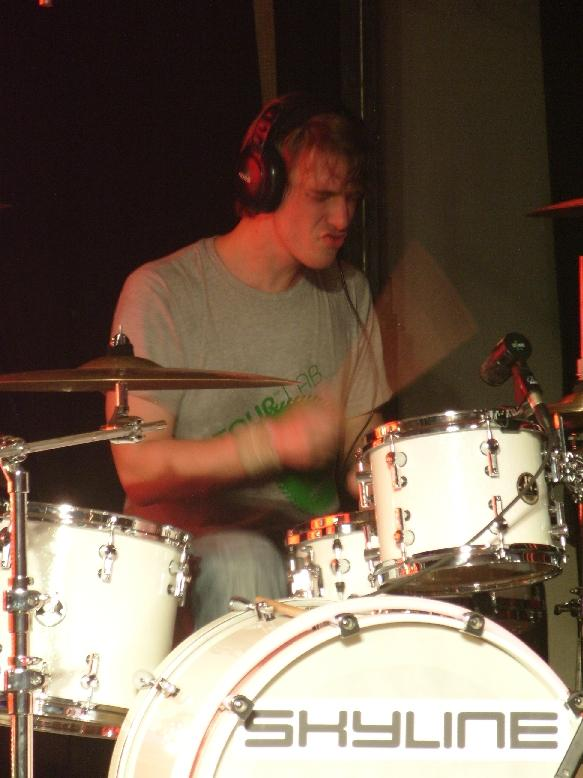
Radek Bureš – bicí
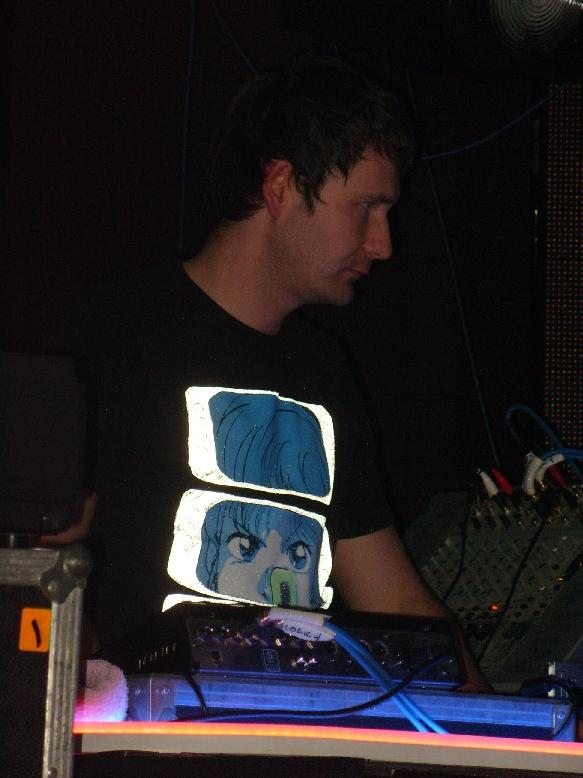
Hiffi – DJ

### Bývalí

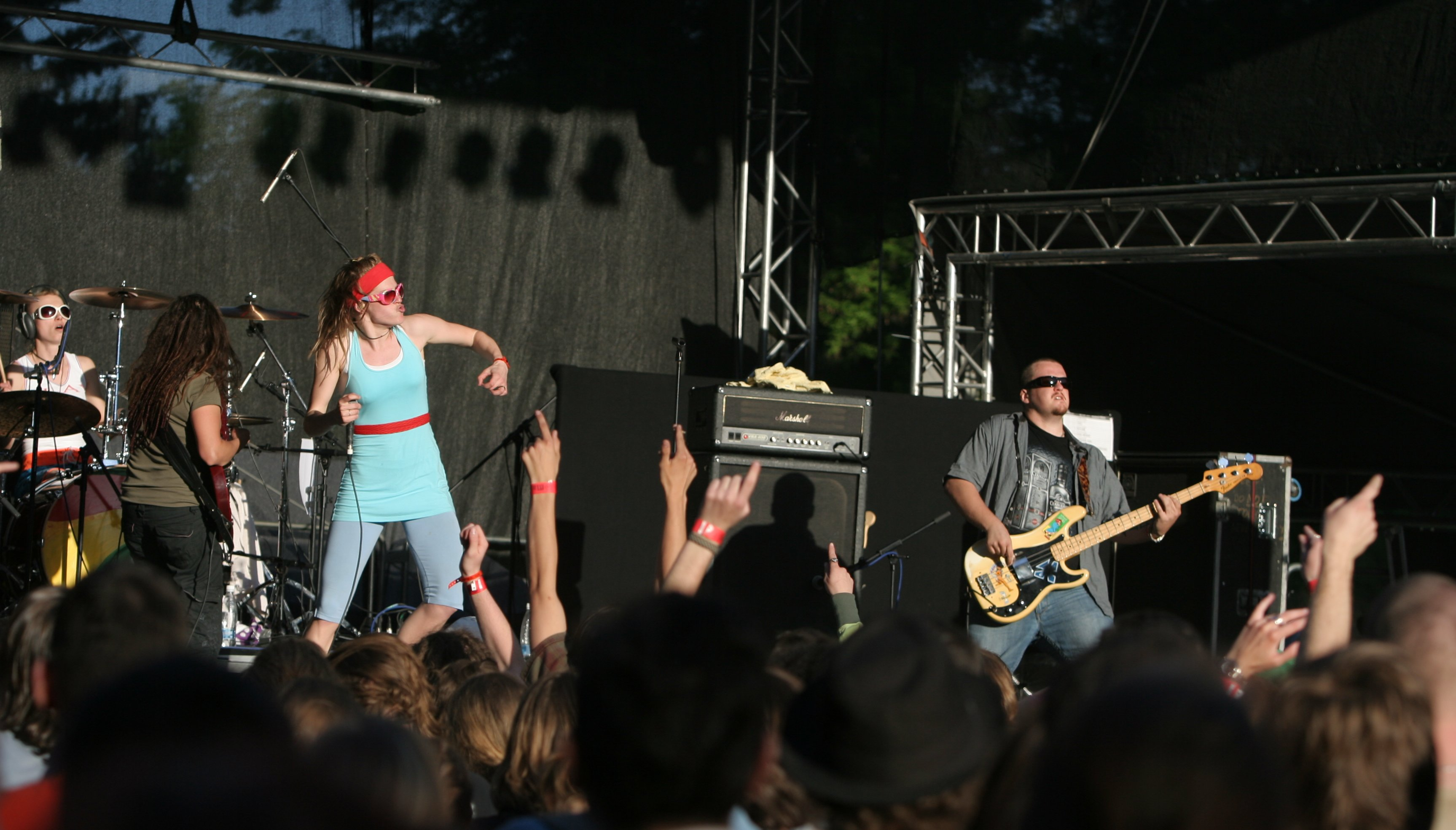
Marka Rybin – zpěv
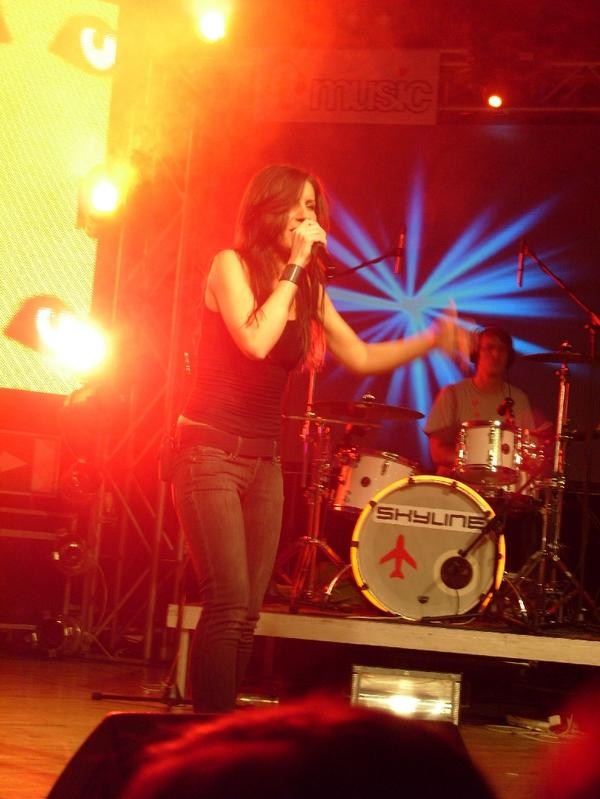
Jitka Charvátová – zpěv

| - Josef Pešek - Dominik Vojkovský - David Beneš - Jakub Zachoval - Dan Vojkovský - Šárka Zedníková | - Tereza Nekudová (aka Sister Zulu) - Strictly Orange - Adéla Gálová - Mariana - Adrian - Adaba | - Potápník - DJ Bolond - Štěpán Jamník - IM Cyber - Rich FD |

## Diskografie

### Studiová alba
- Riders in the Store (říjen 2001, Intellygent Recordings)
- Urbanica (březen 2004, U:Bahn Records)
- Virginplatonicpanic (březen 2006, X Production)
- Escapism (25. března 2008, X Production)
- Private Madness, Public Danger (25. října 2010, Panther)
- Fairytapes (25. března 2013, Championship Music s.r.o.)
- Jungle (2016)
- Electricity (2020)

### Remixová alba
- RMX (únor 2003, iMedia publishing, vyšlo pouze jako příloha časopisu Ultramix)

### DVD
- Live in Fléda (25. března 2008, X Production, vyšlo jako součást desky Escapism)

### Kompilace
- Future Sound Of Prague 1, skladba Waterfall, Intellygent Recordings 1998
- Future Sound Of Prague 2000, skladba Strictly Warning, Intellygent Recordings 1999
- BeatCase, skladba Downtown Madness, Intellygent Recordings 2000
- Chemical One, skladba Aika, Escape/EMI 2000
- Planet Sound, skladba Jupiter, časopis Živel 2001
- Ultramix sampler, skladba Silent Stream (Close Encounter rmx), časopis Ultramix 2002
- Planet Dance, skladba Silent Stream (Cyphonic rmx), iMedia Publishing 2003
- Go Planet Roxy sampler, skladba Are We Ready?, časopis Ultramix 2003